# 阿格什鄉
46°29′N 26°13′E / 46.483°N 26.217°E
阿格什鄉（羅馬尼亞語：Comuna Agăș, Bacău），是羅馬尼亞的鄉份，位於該國東北部，由巴克烏縣負責管轄，面積210平方公里，海拔高度561米，2007年人口6,787，人口密度每平方公里32人。